# Tlajotla
Tlajotla är en ort i Mexiko.   Den ligger i kommunen Miacatlán och delstaten Morelos, i den sydöstra delen av landet, 70 km söder om huvudstaden Mexico City. Tlajotla ligger 1 632 meter över havet och antalet invånare är 148.
Terrängen runt Tlajotla är lite bergig, och sluttar söderut. Runt Tlajotla är det tätbefolkat, med 493 invånare per kvadratkilometer. Närmaste större samhälle är Cuernavaca, 18,6 km öster om Tlajotla. I omgivningarna runt Tlajotla växer huvudsakligen savannskog.